# Vauhnik
Vauhnik je priimek več znanih Slovencev:
- Jože Vauhnik (1932—2018), športni didaktik, prof. UM
- Miloš Vauhnik (1895—1983?), odvetnik, igralec, prevajalec, časnikar
- Renata Vauhnik, fizioterapevtka
- Vladimir Vauhnik (1896—1955), general, obrambni ataše in vohun